# Verordnung (EU) Nr. 656/2014 (Seeaußengrenzenverordnung)
Die Verordnung (EU) Nr. 656/2014 des Europäischen Parlaments und des Rates vom 15. Mai 2014 zur Festlegung von Regelungen für die Überwachung der Seeaußengrenzen im Rahmen der von der Europäischen Agentur für die operative Zusammenarbeit an den Außengrenzen der Mitgliedstaaten der Europäischen Union koordinierten operativen Zusammenarbeit – auch EU-Seeaußengrenzenverordnung genannt – ist eine Verordnung (EU) des Europäischen Parlamentes, die die Durchführung von Grenzüberwachungseinsätzen auf See, die durch die EU-Agentur Frontex koordiniert werden, regelt. Die Verordnung trat am 17. Juli 2014 in Kraft.
Die Verordnung bezieht sich auf die Richtlinie 2013/32/EU (Asylverfahrensrichtlinie).

## Inhalt
Artikel 6 regelt die Befugnis von Einsatzkräften, ein Schiff (oder Boot) bei Aufgriff im Küstenmeer gegebenenfalls anzuweisen, „seinen Kurs in Richtung eines Bestimmungsorts außerhalb des Küstenmeers oder der Anschlusszone zu ändern beziehungsweise diese zu verlassen, einschließlich Eskortieren oder Geleiten des Schiffs, bis bestätigt wird, dass sich das Schiff an den vorgegebenen Kurs hält“.
Artikel 7 regelt bei Aufgriff auf Hoher See die Befugnis der Einsatzkräfte zur „Warnung und Anweisung an das Schiff, nicht in das Küstenmeer oder die Anschlusszone einzulaufen, und erforderlichenfalls Aufforderung an das Schiff, seinen Kurs in Richtung eines Bestimmungsorts außerhalb des Küstenmeers oder der Anschlusszone zu ändern“. Die Einsatzkräfte werden zudem ermächtigt, gegebenenfalls die „Beförderung des Schiffs oder der an Bord befindlichen Personen zu einem Drittstaat zu veranlassen oder andernfalls Überstellung des Schiffs oder der an Bord befindlichen Personen an die Behörden eines Drittstaats“.
Artikel 9 beinhaltet eine Pflicht zur Seenotrettung. Er regelt Such- und Rettungseinsätze für den Fall, dass ein Schiff oder eine sich an Bord befindliche Person in einer Notsituation sind.
Die Verordnung bestätigt den in Artikels 33 der Genfer Flüchtlingskonvention festgelegten Grundsatz der Nichtzurückweisung, indem sie den Pushback verbietet. Die Verordnung gestattet den Einsatzkräften nicht, Boote abzudrängen oder zur Umkehr aufs offene Meer zu zwingen. Sie verbietet das Ausschiffen in solche Länder, wo den Aufgegriffenen oder Geretteten eine Gefahr für Leben oder Freiheit droht.

## Kritik
Kritiker heben hervor, beim Ausschiffen in Drittstaaten fehlten Garantien für Dolmetscher und für juristischen Beistand sowie Verfahrensgarantien mit aufschiebender Wirkung, sollte eine betroffene Person tatsächlich ein Recht auf Asyl haben. Dadurch könne das Prinzip der Nichtzurückweisung untergraben werden. Die Nichtregierungsorganisation ProAsyl hält das Nichtzurückweisungsgebot angesichts der weitreichenden Befugnisse von Frontex nicht durchsetzbar und sieht darin eine fehlende Umsetzung der Vorgaben des Europäischen Gerichtshofs für Menschenrechte vom 23. Februar 2012.
ProAsyl kritisierte zudem, dass die Verordnung nur für die von Frontex koordinierten Grenzüberwachungseinsätze gilt, nicht aber für andere Grenzüberwachungseinsätze der Mitgliedstaaten. Bei Einsätzen innerhalb der 12 Meilen-Zone eines Mitgliedsstaates können daher weiterhin Push-Backs stattfinden. Dies betrifft insbesondere Push-Backs in Richtung Türkei aus der 12 Meilen-Zone Griechenlands.